# 貝理雅道

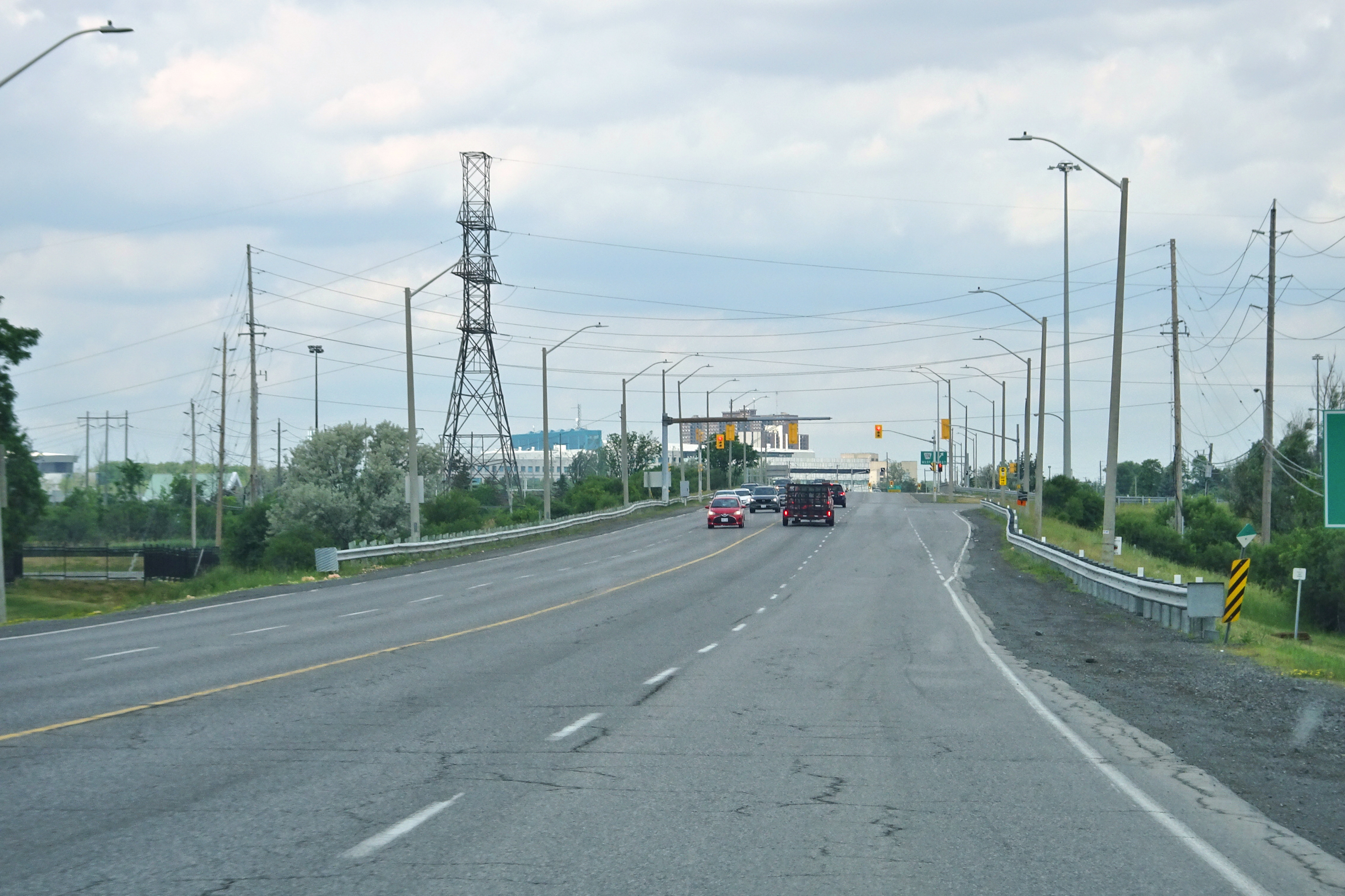
貝理雅道近174號市道

貝理雅道（英語：Blair Road；渥太華27號市道）是加拿大安大略省渥太華東部的一條道路，南始於卡提耶徑以南，但不與之相連，除了一條連接渥太華河單車徑（Ottawa River Pathway）外——渥太華河單車徑是該市沿渥太華河延伸的主要單車徑之一。
該道路的最北端開始是一條小路，是一條雙車道集流道路（滿地可道以北）或次幹路（滿地可道以南），經過住宅區，到加拿大國家研究院及加拿大安全情報局的大型園區以東。該路段車速限制為50每小時（31英里每小時），並有數座陡峭的山丘。該路段在20世紀70年代初與南部路段連接之前，被稱為Skead Road。
在奧吉爾維道（Ogilvie Road）及174號市道南側，貝理雅道變得更寬闊，成為渥太華東部主要的南北向路線之一。此處也是輕鐵貝理雅站的所在地。貝理雅站是渥太華中東部的交通樞紐，也是渥太華輕鐵聯邦線的13個車站之一，穿過市中心，終站為特尼牧場站。它位於女皇道以南，延伸直至松景區公眾哥球會（Pineview Municipal Golf Club）以西，在英尼斯道終止。該處的車速限制為70每小時（43英里每小時）。
貝理雅道沿路的社區有：
- 松景區
- 筆架山南
- 筆架山北

## 外部連結
- Google Maps: Blair Road （页面存档备份，存于）